# Lijst van voetbalinterlands Brazilië - Zuid-Afrika (vrouwen)
Deze lijst van voetbalinterlands is een overzicht van alle officiële voetbalinterlands tussen de nationale vrouwenteams van Brazilië en Zuid-Afrika. De landen hebben tot nu toe drie keer tegen elkaar gespeeld.

## Wedstrijden
| № | Plaats       | Datum            | Competitie             | Wedstrijd              | Uitslag |
| - | ------------ | ---------------- | ---------------------- | ---------------------- | ------- |
| 1 | Manaus       | 9 augustus 2016  | Olympische Spelen 2016 | Zuid-Afrika − Brazilië | 0 − 0   |
| 2 | Johannesburg | 2 september 2022 | Vriendschappelijk      | Zuid-Afrika − Brazilië | 0 − 3   |
| 3 | Durban       | 5 september 2022 | Vriendschappelijk      | Zuid-Afrika − Brazilië | 0 − 6   |

## Samenvatting
| Competitie        | Totaal gespeeld | Winst Brazilië | Gelijk | Winst Zuid-Afrika | Doelsaldo Brazilië – Zuid-Afrika |
| ----------------- | --------------- | -------------- | ------ | ----------------- | -------------------------------- |
| Olympische Spelen | 1               | 0              | 1      | 0                 | 0 − 0                            |
| Vriendschappelijk | 2               | 2              | 0      | 0                 | 9 − 0                            |
| Totaal            | 3               | 2              | 1      | 0                 | 9 − 0                            |